# 菲律賓死刑制度
菲律賓死刑制度是菲律賓統治地區的死刑制度的介紹。

## 歷史
1987年，菲律宾总统科拉松·阿基诺取消了死刑，使菲律宾成为当代史上第一个废除死刑的亚洲国家。但仅一年后，由于菲律宾刑事犯罪率大幅上升，政治局势依旧，要求恢复死刑的运动开始愈演愈烈。
1993年，国会通过恢复死刑法案。1994年1月，死刑再次在菲律宾生效，采用注射。但实际上没有一名犯人被真正处决。直至1999年2月5日，一名强奸继女的犯人莱奥·埃彻盖雷伊成为死刑废除13年后第一个被判处死刑的罪犯。此后两年内，又有6人步其后尘，罪名都是强奸谋杀或抢劫谋杀。但在2000年，冻结了死刑。
2001年，格洛丽亚·马卡帕加尔·阿罗约上台后，作为天主教领导人，她明确表态，拒绝采用死刑。她颁布总统令暂停执行死刑，并将18名死刑犯改判为無期徒刑。因此，死刑一直形同虚设。依照刑法判决，死刑犯仍不断产生，但却都无法执行。截至2003年3月，菲律宾共有死刑犯994人，除其中少部分经最高法院审核后被无罪释放或者减刑外，大多数犯人仍在等待发落。
2003年12月5日，总统阿罗约宣布，取消在菲律宾暂时中止执行死刑的决定，理由是，目前国内抢劫、绑架等犯罪行径日益泛滥。菲律宾的天主教会闻讯后，对此深表失望和痛心。与此同时，菲律宾政府司法机构，已安排在2004年1月底之前，采用注射法对2名犯人执行死刑。此外，还有25名犯有抢劫罪的犯人，和4名被指控走私贩毒的人，正面临着死刑。菲律宾南部和北部的中产阶级代表们纷纷表示支持，因为他们是犯罪的主要目标，遭受了最为惨重的人员和物质损失。
2006年6月7日，菲律賓國會通過廢除死刑法案。參議院投票結果為16票贊成、0票反對、1票棄權。眾議院投票結果為119同意、20反對。2006年6月24日，總統阿罗约於急性腹瀉送醫治療康復出院後，簽署廢除死刑的共和國第九三四六號法案，再度終結死刑。菲律賓於2003年恢復死刑至2006年，並未執行過死刑。
導致菲律賓的治安非常嚴重，毒品、搶劫、挾持事件及性罪案非常嚴峻。
杜特蒂在2016年上任菲律賓總統後，為了強調對毒品宣戰的決心及強調「亂世用重典」而推動恢復死刑，曾於2016年、2020年都提出恢復死刑的法案，但均未過關。

## 可被判死刑的罪名
- 販毒（運毒不包含在內）
- 搶劫
- 謀殺

## 死刑執行方式
由於曾受美國統治，菲律賓曾是全球除美國外唯一採用電椅的國家，但在1987年首次廢除死刑後揚棄，改採行刑隊槍決。1993年恢復死刑後改為注射死刑。

## 外部連結
- Photo of the Philippines' electric chair taken in 1969 （页面存档备份，存于）
- Philippines 'restores' death penalty - By John McLean (BBC correspondent in Manila) （页面存档备份，存于）
- Lamban, S. 2000. Death Penalty in the Philippines